# Tereré

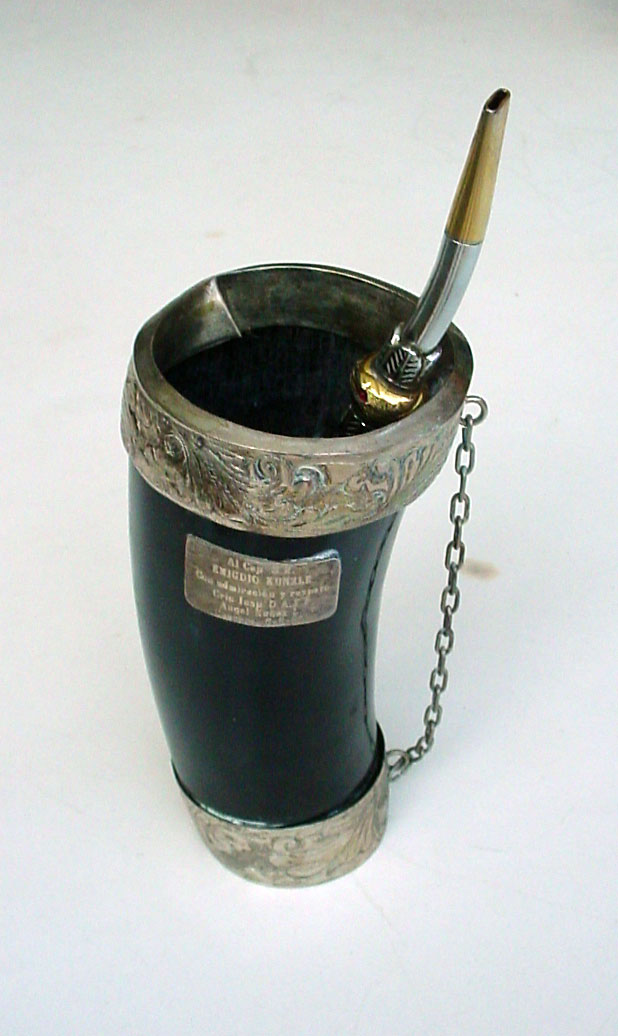
En traditionell tererékopp, en så kallad guampa

Tereré är en traditionell dryck från Paraguay och nordöstra Argentina bestående av yerba mate och örter som blandas med kallt vatten eller fruktjuice (vanligtvis av citrusfrukter). De vanligaste örterna som blandas med yerba mate är avsvalkande örter såsom mynta. Vattnet (eller juicen) ligger i en behållare eller termos, och kyls med hjälp av isbitar eller ett isblock. Drycken fungerar särskilt väl som törstsläckare och verkar avsvalkande i perioder med stark värme. Tereré dricks vanligen ur en kopp eller mugg liknande de som används till mate. Oftast är kärlet tillverkat av ko-horn, snarare än av kalebass som är vanligt för mate-koppar. Tereré-koppen kallas guampa.
Namnet tereré och ordet guampa har hämtats från guaraní-språket.

## Historia
Enligt sägen blev tereré utbrett i Paraguay efter att soldaterna som stridit i Chacokriget kom hem, och då spred traditionen i sina hemorter. Enligt denna teori hade soldaterna druckit yerba maten kall för att undvika att tända eldar för att värma vatten, då det skulle kunna hjälpa fiender att lokalisera den egna sidans militära positioner. 
Tereré kan anses vara Paraguays nationaldryck och konsumeras över hela landet. På senare tid har tereré kommit att spridas till Buenos Aires och argentinska Córdobas förorter, samman med den stora mängd migranter som flyttat från Paraguay. De argentinska tererékonsumenterna föredrar vanligen fruktjuice som bas, medan vatten med örter är vanligare i Paraguay.